# 152226 Saracole
152226 Saracole è un asteroide della fascia principale. Scoperto nel 2005, presenta un'orbita caratterizzata da un semiasse maggiore pari a 3,1420247 UA e da un'eccentricità di 0,1701907, inclinata di 5,20556° rispetto all'eclittica.
L'asteroide è dedicato alla biologa e naturalista statunitense Sara Loraine Cole.